# Acacia intricata
Acacia intricata är en ärtväxtart som beskrevs av Spencer Le Marchant Moore. Acacia intricata ingår i släktet akacior, och familjen ärtväxter. Inga underarter finns listade i Catalogue of Life.